# Pintalia ustulata
Pintalia ustulata är en insektsart som beskrevs av Stsl 1862. Pintalia ustulata ingår i släktet Pintalia och familjen kilstritar. Inga underarter finns listade i Catalogue of Life.